# كيفن ويلز
كيفن ويلز (بالإنجليزية: Kevin Wills)‏ هو لاعب كرة قدم بريطاني، ولد في 15 أكتوبر 1980 في Torbay ‏ في المملكة المتحدة. لعب مع نادي بليموث أرجايل ونادي توركي يونايتد.